# Ponte Forth Road
A Ponte Forth Road (em inglês: Forth Road Bridge) foi construída entre 1958 e 1964 com a finalidade de conectar as cidades de Edimburgo e Fife, na região central da Escócia. Sua construção pôs fim a um centenário sistemas de barcas no Firth of Forth. Foi inaugurada por Elizabeth II em 4 de setembro de 1964 ao lado da Forth Bridge.

## Construção
Os primeiros registros de uma construção sobre o estuário do rio Forth referem-se a uma ponte construída sob as ordens da consorte de Malcolm III, Santa Margarida da Escócia, que desejava transportar os peregrinos até a Abadia de Dunfermline. 
As propostas de erguer uma ponte definitiva sobre o local só retomaram efeito na década de 1890. Nos anos de 1920, foi proposta uma reforma nas fundações da ponte devido ao sistema de numeração das rodovias britânicas. Com o crescimento populacional da região e seguindo os avanços tecnológicos, uma nova ponte foi proposta para atender a demanda populacional de Edimburgo.
Finalmente, em 1947, o govenro britânico estabeleceu uma comissão intitulada Forth Road Bridge Joint Board para estudar a construção de uma nova ponte e substituir o atrasado sistema de barcas. A primeira proposta oficial foi a de um longo túnel, mas esta ideia foi imediatamente descartada por se tratar de algo muito complexo e adaptada em uma ponte suspensa. O projeto foi aceito pelo governo e as obras tiveram início em 1958.
A ponte foi inaugurada em 4 de setembro de 1964 pela Rainha Elizabeth II e o Duque de Edimburgo. 